# 愛されたいだけさ
「愛されたいだけさ」（あいされたいだけさ）は、日本のシンガーソングライターである玉置浩二の楽曲。
2005年1月13日にSony Recordsから19枚目のシングルとしてリリースされた。前作「しあわせのランプ」（2004年）よりおよそ7か月ぶりにリリースされたシングルであり、作詞は松井五郎、作曲は玉置が担当している。松井が玉置のソロ作品の作詞を手掛けるのは「All I Do」（1987年）以来約18年振りとなった。
ミディアムテンポの「甘く危険な香りがする大人のロック」であり、10枚目のアルバム『今日というこの日を生きていこう』（2005年）からの先行シングルとしてリリースされた。本作はオリコンシングルチャートでは最高位35位となった。

## 音楽性と歌詞
ベスト・アルバム『ALL TIME BEST』（2017年）の楽曲解説では、安全地帯においてほぼ全曲の作詞を手掛けていた作詞家の松井五郎が作詞を担当していることに触れた上で、本作は前作から一変し「重厚なサウンドに乗せた、甘く危険な香りがする大人のロック」であると表記している。また、ミディアムテンポのラブソングである本作を「情感豊かな表現力と声で歌いあげ、切なさを残す“玉置節”が炸裂」とも表記している。
松井が玉置のソロ作品の作詞を手掛けるのは「All I Do」（1987年）以来約18年振りとなった。松井は安全地帯の9枚目のアルバム『安全地帯IX』（2002年）において約11年ぶりに玉置との共同作業を行ったが、その後「一つの節目が終わった」という感覚を覚えたために10枚目のアルバム『安全地帯X〜雨のち晴れ〜』（2003年）には不参加となった。松井が玉置のソロ作品を手掛けることになった経緯は、『安全地帯IX』での玉置との共同作業において玉置のソロ活動を安全地帯から独立したものとして確立することができたと判断したためである。また玉置も同時に『安全地帯X〜雨のち晴れ〜』において「自分の中のなにかが終わった」という感覚を覚えていたため、両者は作品の密度を高めるために直接意思疎通を図るようになった。
安全地帯での活動時において松井は玉置と直接歌詞に関する話し合いは行っておらず、プロデューサーであった星勝や金子章平、エグゼクティブ・プロデューサーであった多賀英典とともに歌詞の世界観を構築していったと述べた上で、玉置は安全地帯の歌詞についてはほぼ意見を述べることはなかったため、安全地帯とソロとの最も大きな違いは松井と玉置が直接話し合いをするようになったことであると松井は述べている。

## リリース、メディアでの使用、チャート成績
本作は2005年1月13日にSony Music Recordsからマキシシングルでリリースされ、ノンタイアップとなった。カップリング曲の「名前のない空を見上げて」はNHK総合連続テレビ小説『天花』（2004年）の主題歌として使用されたMISIAの楽曲であり、曲提供した玉置自身によるセルフカバーとなっている。同曲にはMISIA本人がコーラスとして参加している。
本作はオリコンシングルチャートにて最高位35位の登場週数3回となり、売り上げ枚数は0.5万枚となった。本作の売り上げ枚数は玉置のシングル売上ランキングにおいて16位となった。また、2022年に実施されたねとらぼ調査隊による玉置のシングル曲人気ランキングでは26位となった。

## シングル収録曲
| 全作曲: 玉置浩二。 |                                                  |           |            |                                    |      |
| #                  | タイトル                                         | 作詞      | 作曲・編曲 | 編曲                               | 時間 |
| 1.                 | 「愛されたいだけさ」                             | 松井五郎  | 玉置浩二   | 玉置浩二、安藤さと子、青木タイセイ | 4:36 |
| 2.                 | 「名前のない空を見上げて」                       | MISIA     | 玉置浩二   | 玉置浩二、安藤さと子、竹内淳       | 5:19 |
| 3.                 | 「愛されたいだけさ」(Instrumental Version)       |           | 玉置浩二   | 玉置浩二、安藤さと子、青木タイセイ | 4:37 |
| 4.                 | 「名前のない空を見上げて」(Instrumental Version) |           | 玉置浩二   | 玉置浩二、安藤さと子、竹内淳       | 5:17 |
| 合計時間:          | 合計時間:                                        | 合計時間: | 合計時間:  | 19:49                              |      |

## リリース履歴
| No. | 日付          | レーベル                               | 規格                   | 規格品番  | 最高順位 | 備考 |
| --- | ------------- | -------------------------------------- | ---------------------- | --------- | -------- | ---- |
| 1   | 2005年1月13日 | Sony Music Records                     | マキシシングル         | SRCL-5857 | 35位     |      |
| 2   | 2017年1月25日 | ソニー・ミュージックエンタテインメント | デジタル・ダウンロード | -         | -        |      |

## 収録アルバム
「愛されたいだけさ」
- 『今日というこの日を生きていこう』（2005年）
- 『LIVE!! 「今日というこの日を生きていこう」』（2005年） - ライブ・バージョンで収録。
- 『ALL TIME BEST』（2017年）